# Famicom Disk System
Family Computer Disk System (ファミリーコンピュータ ディスクシステム Famirī Konpyūta Disuku Shisutemu?, ibland kallad Famicom Disk System, Disk System eller bara FDS) är ett tillägg till Famicom som släpptes i Japan 21 februari 1986. Till skillnad från Famicom och dess spelkassetter använder Famicom Disk System disketter (kallade "Disk Cards") för datalagring. Det annonserades att Famicom Disk System skulle släppas utanför Japan, men det förblev i slutändan Japanexklusivt. Genom hela sin produktionstid såldes ungefär 4,5 miljoner enheter, med Super Mario Bros.: The Lost Levels som det bästsäljande spelet på 2,66 miljoner sålda exemplar.